# Joris Sainati
Joris Sainati (Martigues, 25 settembre 1988) è un ex calciatore francese, di ruolo difensore.

## Carriera
Ha giocato con vari club nella seconda divisione francese; nella stagione 2014-2015 ha inoltre disputato 4 partite nella prima divisione greca con la maglia dell'Ergotelīs.

## Palmarès

### Club

#### Competizioni nazionali
- Campionato francese di seconda divisione: 1

Lorient: 2019-2020